# Де Донатис, Анджело
Анджело Де Донатис (итал. Angelo De Donatis; род. 4 января 1954, Казарано, Италия) — итальянский кардинал. Титулярный епископ Мотулы и вспомогательный епископ Рима с 14 сентября 2015 по 26 мая 2017. Титулярный архиепископ Мотулы с 26 мая 2017. Генеральный викарий Рима и архипресвитер патриаршей Латеранской базилики с 26 мая 2017 по 6 апреля 2024. Великий пенитенциарий с 6 апреля 2024. Кардинал-священник с титулярной церковью Сан-Марко с 29 июня 2018. 